# Kòrsou di Nos Tur
Kòrsou di Nos Tur, vrij vertaald 'Curaçao van ons allemaal', is een politieke partij op Curaçao. De partij is op 28 februari 2016 opgericht door zakenman Miro Amparo dos Santos, die ook politiek leider van de partij werd. 
De partij heeft als kernpunt het bestrijden van armoede op Curaçao. Daarnaast streeft ze naar volledige onafhankelijkheid van Nederland.
De partij trok bij de oprichting bekende politici van andere partijen, zoals Carlos Monk (eerder minister namens Pueblo Soberano) en Norberto Ribeiro (eerder gevolmachtigd minister in Washington namens de PAR en voormalig leider van DP). 
Bij de verkiezingen van 19 maart 2021 behaalde de partij geen zetels.

## Verkiezingsresultaten
| Jaar | Stemmen | %     | Zetels | +/–   |
| ---- | ------- | ----- | ------ | ----- |
| 2016 | 8.254   | 10,43 | 3 / 21 | Nieuw |
| 2017 | 7.439   | 9,44  | 2 / 21 | - 1   |
| 2021 | 3.521   | 4,15  | 0 / 21 | - 2   |